# Sweater Weather
«Sweater Weather» — песня, записанная американской группой The Neighbourhood и выпущенная 28 марта 2012 года. Песня была написана Джесси Рутерфордом, Заком Абелсом и Джереми Фридменом и спродюсирована Джастином Пилброу. Композиция вошла в их дебютный EP I’m Sorry…, вышедший 6 мая 2012 года. Затем «Sweater Weather» была перевыпущена и включена в их дебютный альбом I Love You (2013), став его главным синглом. Сингл достиг первой строчки чарта Billboard Alternative Airplay в июне 2013 года и провел на его вершине суммарно одиннадцать недель.

## Музыкальные видео
Всего на песню «Sweater Weather» было создано два видео. Оригинальный клип был представлен 28 марта 2012 года, однако затем был скрыт. Режиссёрами стали Зак Секулер и Даниэль Иглесиас младший. Второе видео было выпущено 5 марта 2013 года на официальном YouTube канале группы.

## Чарты
| Чарты (2013—2014)                            | Высшая позиция |
| -------------------------------------------- | -------------- |
| Бельгия/Фландрия (Ultratip Bubbling Under)   | 88             |
| Канада (Billboard Canadian Hot 100)          | 68             |
| Канада (Billboard CHR/Top 40)                | 32             |
| Канада (Billboard Hot AC)                    | 33             |
| Канада (Billboard Rock)                      | 9              |
| Словакия (Rádio — Top 100)                   | 42             |
| Великобритания (OCC UK Singles)              | 49             |
| США (Billboard Hot 100)                      | 14             |
| США (Billboard Hot Rock & Alternative Songs) | 4              |
| США (Billboard Rock & Alternative Airplay)   | 3              |
| США (Billboard Alternative Airplay)          | 1              |
| США (Billboard Adult Contemporary)           | 24             |
| США (Billboard Adult Pop Airplay)            | 9              |
| США (Billboard Pop Airplay)                  | 7              |

| Чарт (2013)                   | Позиция |
| ----------------------------- | ------- |
| US Hot Rock Songs (Billboard) | 18      |
| US Rock Airplay (Billboard)   | 4       |

| Чарт (2014)                   | Позиция |
| ----------------------------- | ------- |
| US Billboard Hot 100          | 75      |
| US Hot Rock Songs (Billboard) | 11      |
| US Adult Top 40 (Billboard)   | 48      |

## Сертификации
| Регион | Сертификация  | Продажи   |
| --- | ------------- | --------- |
| Дания (IFPI Danmark) | Золотой       | 45 000    |
| Великобритания (BPI) | 3× Платиновый | 1 800 000 |
| США (RIAA) | 5× Платиновый | 5 000 000 |
| * Данные о продажах приведены только на основе сертификации. ^ Данные о тиражах приведены только на основе сертификации. |               |           |